# Placa de Juan de Fuca

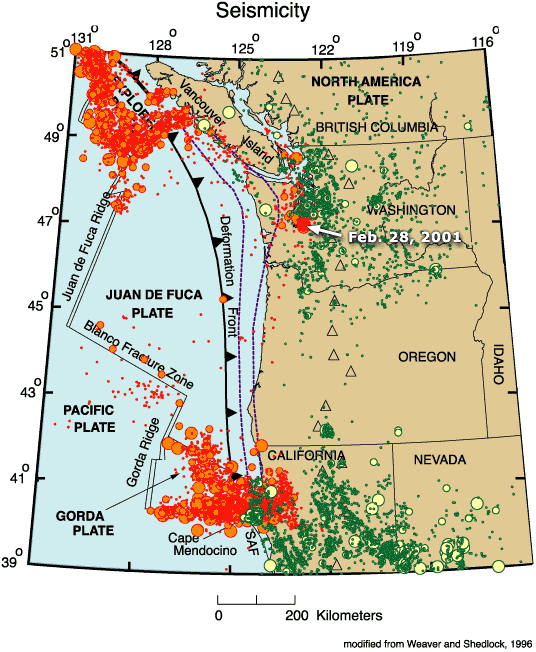
Mapa de la placa de Juan de Fuca.

La placa de Juan de Fuca es una pequeña placa tectónica oceánica que se subduce bajo la parte norte del borde occidental de la placa norteamericana en la zona de subducción Cascadia. Al sur limita con la falla de San Andrés y al oeste con la placa Pacífica. La placa de Juan de Fuca se fracturó en tres. La parte central es la que lleva el nombre de Juan de Fuca, mientras que la parte sur se conoce como placa de Gorda y la del norte como la placa del Explorador. Junto con la placa de Nazca y la placa de Cocos, la placa de Juan de Fuca es uno de los últimos restos de la placa de Farallón.
Esta placa, al subducirse ha formado la cordillera de las Cascadas, que forma parte del cinturón de fuego del Pacífico, junto con la costa oeste de Norteamérica desde el sur de la Columbia Británica hasta el norte de California (Estados Unidos). Los volcanes como el Sain Helens (famoso por su letal erupción en 1980) y el Rainer son 2 de los volcanes formados por esta subducción.
El último gran terremoto en la placa Juan de Fuca fue el terremoto de Cascadia de magnitud 9. De los archivos japoneses se deduce que ocurrió el martes 26 de enero de 1700.
Lleva el nombre del explorador de origen griego Juan de Fuca (1536-1602), que da también nombre al estrecho de Juan de Fuca.